# Castello di Castellamonte
Il castello di Castellamonte è un antico edificio di origine medievale del Canavese, posto sulla collina che domina la città di Castellamonte, nella città metropolitana di Torino.

## Storia
Le prime notizie sono documentate dal 1066, ma la struttura doveva già esservi nei decenni precedenti. Furono i discendenti di Arduino, marchese d'Ivrea e poi re d'Italia, i Conti di Castellamonte che lo trasformarono in una delle più complesse strutture fortificate del Canavese. Dalla rocca, il muro di cinta scendeva verso la pianura cingendo l'intera collina, fino a raggiungere la strada che collegava Cuorgnè ed Ivrea. Lungo il muro del castello, dove si aprivano le sette porte ancora oggi visibili, e la strada che vi correva si sviluppò il paese, che appunto prese il nome dal suo castello.
Nel corso del Tre e Quattrocento i conti di Castellamonte si divisero in varie linee e rami, che per differenziarsi assunsero degli “agnomi”, come Cagnis, Cognengo, Aimone, Della Porta, Merlo, Vercellino... e gestivano il grande feudo attraverso l'istituto del consortile feudale. Il contado di Castellamonte era diviso in 271 “punti di giurisdizione”, che i vari rami della famiglia esercitavano secondo una rotazione triennale. Dal ramo Cognengo nacquero Carlo di Castellamonte (Torino, 1560 – Torino, 1641) e suo figlio Amedeo di Castellamonte (nato a Castellamonte 1618 - Torino 1683), che furono ambedue architetti dei Savoia.
Il primitivo castello fu distrutto durante il tuchinaggio nella rivolta dei tuchini del 1383-1387, nel corso della guerra del Canavese, che devastò la regione a partire dal 1339. I Castellamonte, infatti, alleati dei San Martino, appoggiati dai Savoia, furono posti sotto assedio da parte dei Valperga e dei loro alleati, i marchesi del Monferrato, che tentavano di espandersi nella zona. La rivolta iniziò nelle terre dei Castellamonte e poi dilagò in tutto il Canavese, con eccidi di feudatari e distruzioni di castelli. Solo nel 1387 Ibleto di Challant, inviato da Amedeo VIII di Savoia, riuscì a riportare la calma e la “pax sabauda”.
Il castello fu ricostruito all'inizio del Quattrocento. Di quell'epoca restano la torre-porta del muro di cinta, la torre-porta di ingresso al castello e l'impianto generale del castello, con i quattro edifici sorti intorno alla strada di accesso. I due edifici verso nord contengono al loro interno varie testimonianze del periodo. 
Ulteriori devastazioni avvennero nella prima metà del Cinquecento, durante le guerre tra francesi e spagnoli, durante l'incursione del maresciallo de Brissac in Canavese del gennaio 1552.
A partire dalla metà dell'Ottocento, i conti di San Martino di Sale e Castelnuovo, che dal 1611 si erano trasferiti a Castellamonte diventandone consignori, acquistarono l'intera proprietà del castello e ne riplasmarono varie parti. Nel corso del XX secolo dai San Martino passò per eredità ai conti Ricardi di Netro.

## Architettura
Il complesso è oggi composto da quattro edifici, posti intorno alla strada di accesso da cui si entra passata la torre-porta quattrocentesca. Restano ancora vari tratti del muro medievale che cingeva la rocca. Dalla strada di accesso, si diramano gli accessi verso i quattro edifici. Verso nord i due più antichi, verso sud i due ricostruiti successivamente. A questi si accede attraverso un portale barocco che immette nel grande piazzale-giardino, circondato da una balconata in terracotta locale da cui si può scorgere la pianura da Agliè a Superga a Belmonte. L'edificio sulla destra, detto “palazzo bianco”, ha un impianto secentesco ed è attribuito all'architetto Amedeo di Castellamonte, al quale si deve pure la cappella gentilizia. Ambedue furono poi decorati nuovamente nel primo Ottocento quando si estinse il ramo dei Castellamonte Brosso e passarono ai conti Veggi. L'edificio ad est, detto “torre rossa”, già dei Cognengo, passò ai conti di San Martino, i quali alla metà dell'Ottocento lo affidarono all'architetto Luigi Formento per trasformarlo in una “fantastica villa” in stile neogotico, decorata con le tipiche terrecotte e i merli ghibellini. Allo stesso periodo risale il disegno del giardino: l'albero di giuda ed i tassi furono piantati infatti in quell'occasione, e fu realizzato una seconda strada d'accesso facilmente carrozzabile.